# Grigorij Zawgorodny
Grigorij Diemidowicz Zawgorodny (ros. Григорий Демидович Завгородний, ur. 27 października?/9 listopada 1914 w miejscowości Nowo-Nikołajewskaja w obwodzie rostowskim, zm. 12 grudnia 1955 w Nowosybirsku) – radziecki wojskowy, podpułkownik, Bohater Związku Radzieckiego (1944).

## Życiorys
Urodził się w rodzinie robotniczej. Skończył 7 klas, pracował w kołchozie, 1936-1937 odbywał służbę wojskową, ukończył pułkową szkołę artylerii przy 114 pułku piechoty Północnokaukakiego Okręgu Wojskowego. Po zwolnieniu do rezerwy ukończył kursy elektromonterów i techniczną szkołę kolejową w Krasnodarze, a w 1939 kursy doskonalenia kadry dowódczej rezerwy przy szkole artylerii w Ordżonikidzem (obecnie Władykaukaz) i został młodszym porucznikiem, później pracował jako dyżurny na stacji kolejowej. 24 czerwca 1941 ponownie powołano go do Armii Czerwonej i wcielono do 268 zapasowego pułku artylerii, od lutego 1942 uczestniczył w wojnie z Niemcami jako dowódca plutonu i potem baterii, walczył na Froncie Krymskim, Północno-Kaukaskim, Południowym, Południowo-Wschodnim, Stalingradzkim, Dońskim, Briańskim, Centralnym, Białoruskim, 1 i 2 Białoruskim. Od 1943 należał do WKP(b). Brał udział w walkach m.in. w rejonie Teodozji i Kerczu, bitwie pod Stalingradem (1942), bitwie pod Kurskiem, walkach o Wołchow, wyzwalaniu obwodu czernihowskiego, forsowaniu Dniepru i uchwyceniu przyczółka (1943), wyzwalaniu Ukraińskiego Polesia, operacji białoruskiej, w tym w odbiciu z rąk niemieckich Brześcia i forsowaniu Narwi w rejonie Serocka (1944), operacji wiślańsko-odrzańskiej, w tym w odbiciu Torunia, Bydgoszczy, forsowaniu Odry i walkach o Szczecin (1945). Jako dowódca baterii 154 gwardyjskiego pułku artylerii 76 Gwardyjskiej Dywizji Artylerii 61 Armii w stopniu kapitana wyróżnił się w walkach o Dniepr pod koniec września 1943, gdy w walkach w obwodzie czernihowskim jego bateria zadała wrogowi duże straty, odparła trzy kontrataki wroga i brała udział w uchwyceniu przyczółka. W listopadzie 1945 ukończył wyższą oficerską szkołę artylerii w Leningradzie i został zastępcą dowódcy dywizjonu artylerii w 9 Dywizji Zmechanizowanej w Grupie Wojsk Radzieckich w Niemczech, później dowódcą dywizjonu 167 pułku artylerii 24 Samodzielnej Brygady Piechoty Zachodniosyberyjskiego Okręgu Wojskowego. Zmarł i został pochowany w Nowosybirsku. W marcu 1956 jego prochy przeniesiono do miasta Saki na Krymie.

## Odznaczenia
- Złota Gwiazda Bohatera Związku Radzieckiego (15 stycznia 1944)[1]
- Order Lenina (15 stycznia 1944)
- Order Czerwonego Sztandaru (26 października 1944)
- Order Wojny Ojczyźnianej II klasy (dwukrotnie, 17 sierpnia 1943 i 9 lutego 1945)
- Order Czerwonej Gwiazdy (dwukrotnie, 6 lutego 1943 i 3 listopada 1953)
- Medal „Za zasługi bojowe” (24 czerwca 1948)
- Medal „Za obronę Stalingradu”
- Medal „Za zwycięstwo nad Niemcami w Wielkiej Wojnie Ojczyźnianej 1941–1945”
- Medal „Za wyzwolenie Warszawy”
- Medal jubileuszowy „30 lat Armii Radzieckiej i Floty”